# Monolithiumacetylid
Monolithiumacetylid ist eine Organometallverbindung aus der Gruppe der Acetylide.

## Geschichte
Monolithiumacetylid wurde erstmals 1898 von Henri Moissan hergestellt.

## Herstellung
Monolithiumacetylid kann hergestellt werden, indem Acetylen in eine Lösung von Lithium in flüssigem Ammoniak eingeleitet wird. Eine alternative Methode ist die Reaktion von Acetylen mit Lithium-2-aminoethylamid, wobei ein Komplex LiC2H · H2NCH2CH2NH2 entsteht.

## Eigenschaften
Monolithiumacetylid kann im Normalfall nicht als Reinstoff isoliert werden, da es bei dem Versuch zu Acetylen und Lithiumcarbid disproportioniert. Der Komplex mit Ethylendiamin, LiC2H · H2NCH2CH2NH2, ist hingegen stabil.

## Reaktionen
Die Reaktion von Monolithiumacetylid mit Ethylenoxid in flüssigem Ammoniak ergibt 3-Butin-1-ol. Mit verschiedenen Alkylbromiden können analog längere terminale Alkine synthetisiert werden, so gelingt die Umsetzung von 1-Bromhexan zu 1-Octin, die Umsetzung von 1-Bromheptan zu 1-Nonin und die Umsetzung von 1-Bromoctan zu 1-Decin. Als Komplex mit Ethylendiamin reagiert Monolithiumacetylid mit vielen Ketonen wie Aceton, Butanon, 3-Pentanon, 2-Octanon, Cyclopentanon, Cyclohexanon, Acetophenon und Benzophenon unter Übertragung einer Ethinylgruppe und Bildung eines Alkohols.